# Grochowce
Grochowce – wieś w Polsce położona w województwie podkarpackim, w powiecie przemyskim, w gminie Przemyśl.
| SIMC    | Nazwa                 | Rodzaj    |
| ------- | --------------------- | --------- |
| 0608664 | Leśniczówka Grochowce | część wsi |

Miejscowość jest siedzibą rzymskokatolickiej parafii Nawiedzenia NMP należącej do dekanatu dekanatu Kalwaria Pacławska.
Wieś szlachecka, własność Krasickich, położona była w 1589 roku w ziemi przemyskiej województwa ruskiego. W latach 1954–1959 wieś należała i była siedzibą władz gromady Grochowce, po jej zniesieniu w gromadzie Pikulice. W latach 1975–1998 miejscowość administracyjnie należała do województwa przemyskiego.
25 marca 1656 r. Stefan Czarniecki ogłosił tutaj uniwersał wzywający chłopów do walki przeciw Szwedom i grożący szlachcie karą śmierci, gdyby zabraniała swym poddanym chwytania za broń. 
W II Rzeczypospolitej wieś w powiecie przemyskim w województwie lwowskim.
W latach 1944–1946 nacjonaliści ukraińscy z OUN-UPA zamordowali tutaj 4 Polaków oraz 4 Ukraińców za odmowę wstąpienia do UPA.
W Grochowcach urodził się Stanisław Łańcucki - poseł na Sejm.